# Mercado de abastos (Tarifa)
El mercado de Abastos es un edificio de carácter histórico situado en el municipio español de Tarifa, en la provincia de Cádiz. Se encuentra ubicada en el n.º 5 de la calle Colón, en el casco histórico.

## Historia
El edificio fue levantado a mediados de la década de 1920 con el fin de sustituir al mercado que había venido funcionando desde el siglo XIX y cuyas instalaciones se encontraban muy deterioradas. El ayuntamiento encargó el proyecto del nuevo recinto al arquitecto José Romero Barrero, que también dirigiría la ejecución de las obras. Los trabajos de construcción transcurrieron entre 1927 y 1928. La inauguración de las nuevas instalaciones tuvo lugar el 4 de agosto de 1928.
El edificio es de estilo neomudéjar, corriente arquitectónica entonces en boga.